# Біоценологія
Біоценоло́гія — розділ екології, що вивчає біоценози, їх виникнення, походження й розвиток, будову й розподіл в просторі й часі, взаємовідношення з навколишнім середовищем та між собою як самих біоценозів, так і окремих їх компонентів.